# AMA Journal of Ethics
AMA Journal of Ethics es una publicación mensual de acceso abierto (sin suscripción ni tarifas de publicación) que incluye contenido revisado por pares , comentarios de expertos, podcasts, artículos de educación médica, debates sobre políticas y casos que cubren áreas de ética médica . Se estableció en 1999 como Virtual Mentor , obteniendo su nombre actual en 2015. Publicada por la Asociación Médica Estadounidense y el editor en jefe es Audiey C. Kao. Los temas están dirigidos por estudiantes y residentes, y los editores de ediciones se seleccionan anualmente para trabajar con el personal editorial y los colaboradores expertos.
Según Academic-Accelerator, la revista tiene un factor de impacto para el período 2021-2022 de 1.225.

## Métricas de revista
2022
- Web of Science Group : No disponible
- Índice h de Google Scholar: 30
- Scopus: 1.119